# .ls
.ls là tên miền quốc gia cấp cao nhất (ccTLD) của Lesotho.